# Gmina Żukowo
Die Gmina Żukowo ist eine Stadt-und-Land-Gemeinde im Powiat Kartuski der Woiwodschaft Pommern in Polen. Die Gemeinde hat eine Fläche von nahezu 164 Quadratkilometern und etwa 35.500 Einwohner. Ihr Sitz ist die Stadt Żukowo (deutsch Zuckau, kaschb. Żukòwò,  lateinisch Sucovia) mit 6567 Einwohnern (2016).

## Geographie

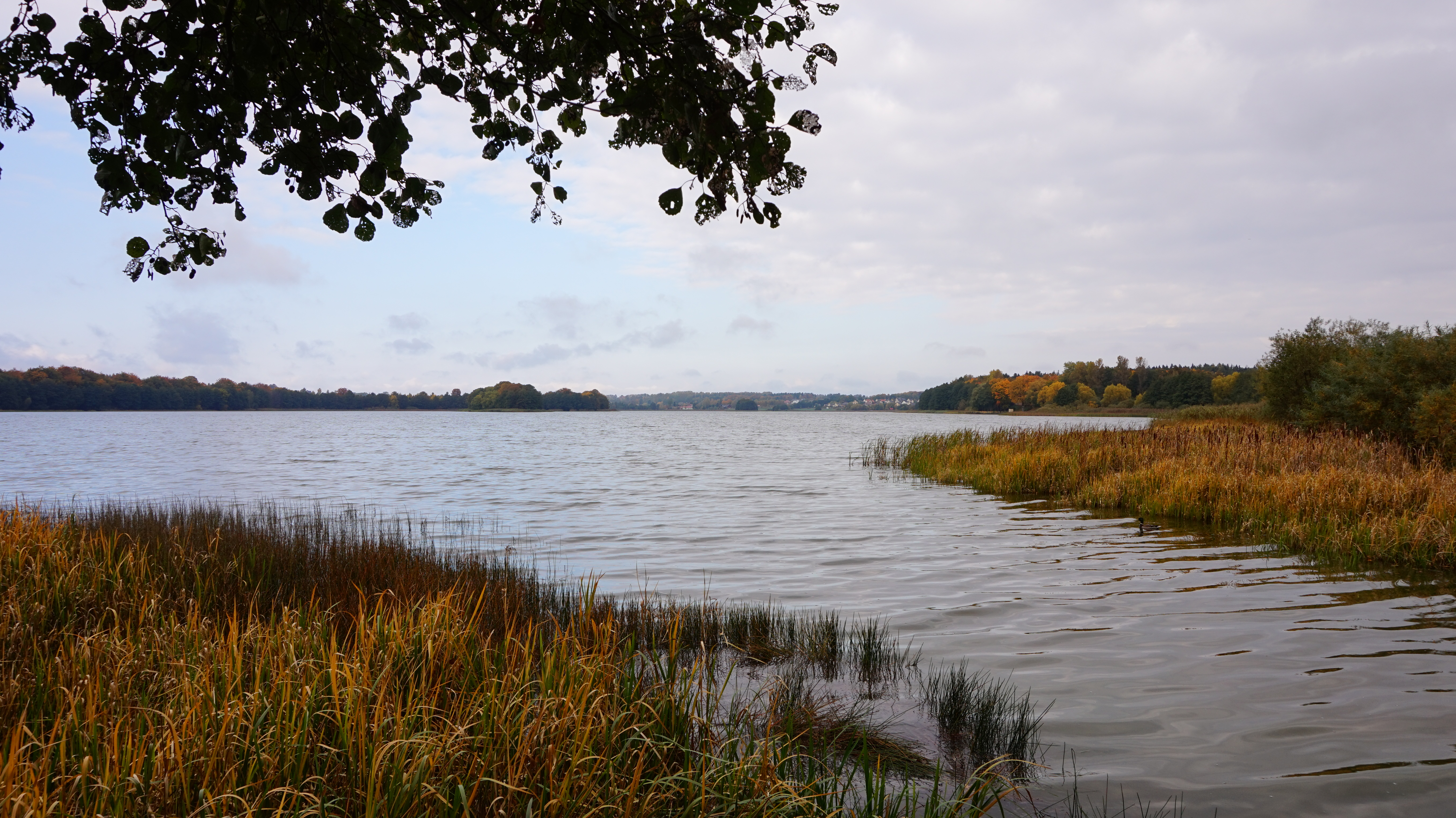
Der Jezioro Tuchomskie im Norden der Gemeinde

Die Gemeinde liegt im ehemaligen Westpreußen im Osten der seenreichen Kaschubischen Schweiz am Fluss Radunia (Radaune).
Das Dorf Rębiechowo trat 1973 Teile seiner Gemarkung an die Stadt Danzig ab, sie gehören heute zum Gelände des Lech-Wałęsa-Flughafen Danzig.

## Geschichte
Das Gebiet der Gemeinde gehörte bereits von 1920 bis 1939 zur polnischen Woiwodschaft Pommerellen.
Von 1975 bis 1998 gehörte die Gemeinde zur Woiwodschaft Danzig. Żukowo erhielt 1989 die Stadtrechte. Im Gemeindewappen von Żukowo befindet sich neben dem pommerschen Greif eine Palmette aus kaschubischer Stickerei.

## Gliederung
Zur Stadt-und-Land-Gemeinde Żukowo gehören neben der Stadt Żukowo 22 Dörfer (deutsche Namen bis 1945) mit einem Schulzenamt:
- Babi Dół (Babenthal)
- Banino (Banin)
- Borkowo (Borkau)
- Chwaszczyno (Quaschin)
- Czaple (Czapel)
- Glincz (Glintsch)
- Leźno (Leesen)
- Łapino Kartuskie (Lappin)
- Małkowo (Mahlkau)
- Miszewo (Groß Mischau)
- Niestępowo (Nestempohl)
- Nowy Świat (Neue Welt)
- Otomino (Ottomin)
- Pępowo (Pempau)
- Przyjaźń (Rheinfeld)
- Rębiechowo (Ramkau)
- Rutki (Ruthken)
- Skrzeszewo Żukowskie (Krissau)
- Sulmin (Richthof)
- Tuchom (Groß Tuchom)
- Widlino (Fidlin)
- Żukowo-Wieś (–)

Weitere Ortschaften der Gemeinde sind: Barniewice, Borowiec, Dąbrowa, Elżbietowo (Elisenhof), Lniska, Miszewko, Nowy Tuchom, Piaski und Stara Piła (Altemühle).

## Verkehr
In Żukowo kreuzen sich die Landesstraßen 7, 20 und die Woiwodschaftsstraße 211.